# 广坪乡
广坪乡，是中华人民共和国四川省广元市剑阁县曾经下辖的一个乡。

## 行政区划
广坪乡撤销前下辖以下地区：
快乐村、健康村、前途村、小河村、柿垭村和拱桥村。